# Galerie Taptoe
Galerie Taptoe was een artistiek centrum, tentoonstellingsruimte en literair café aan het Oud Korenhuisplein in Brussel.

## Geschiedenis
Galerie Taptoe werd in 1955 opgericht vanuit de Cobra-beweging en het kunsttijdschrift De Meridiaan. Onder andere Pierre Alechinsky, Hugo Claus, Walasse Ting, Reinhoud D'Haese en Christian Dotremont exposeerden er hun werken, waarna het centrum in de binnenstad van Brussel in 1969 sloot. 
Catherine Hunter en haar man openden in 2008 op hetzelfde adres opnieuw een galerie, die ook Galerie Taptoe werd genaamd.